# Storö, Harö
Storö är en ö i Värmdö kommun i Stockholms skärgård. Den ligger mellan Möja Söderfjärd och Rödkobbsfjärden. Öns storlek är 2,74 km². På öns nordvästra del har Storö naturreservat inrättats. Reguljär båtförbindelse med Waxholmsbolagets båtar finns till Hagede brygga på Storö från Stavsnäs och har tidigare funnits från Stockholm via Vaxholm.

## Historia
Storö har sedan medeltiden tillhört Harö by i Djurö socken. Den var länge en obebodd betesö, men när laga skifte genomfördes på Harö 1856 flyttades några av gårdarna till Storö. När den ekonomiska häradskartan upprättades 1902 fanns fyra gårdar på Storö; Lugnet, Nyrödja och två vid Hagede. Sedan många år har det funnits en bro mellan Harö och Storö vid Båtkroken över en sprängd kanal, som ersatte ett nordligare beläget uppgrundat sund. Öarnas första ångbåtsbrygga låg vid Båtkroken, på Storös sydvästligaste sida, och trafikerades till omkring 1920. 

## Natur
Norra Hagedeviken skär djupt in i Storös landmassa från norr och delar ön i en östlig och en västlig del och lämnar endast en cirka 150 meter lång dalgång innan Norrsundet, som skiljer Storö från Harö, i söder öppnar upp sig. Öns västra del är helt olik öns östra del naturtypsmässigt. På öns nordvästra del finns Storö naturreservat som är en gammal orörd barrskog med dalstråk av asp och al. På de östra delarna sker en landskapsvård i form av omfattande röjningsarbete på Storös ängar. På nordöstra delen av ön ligger en udde som utgör en mindre del av Dävelsöfjärdens naturreservat.